# Konrad Honold

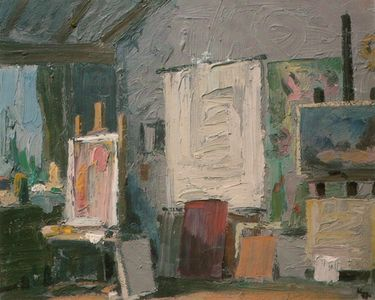
Atelier des Künstlers (Öl, 1960)

Konrad Honold (* 6. Juli 1918 in Weingarten, Königreich Württemberg; † 23. Juni 2007 in Schruns, Vorarlberg) war ein in Schruns lebender Maler, Restaurator, Grafiker und Heraldiker.

## Werdegang

Signatur

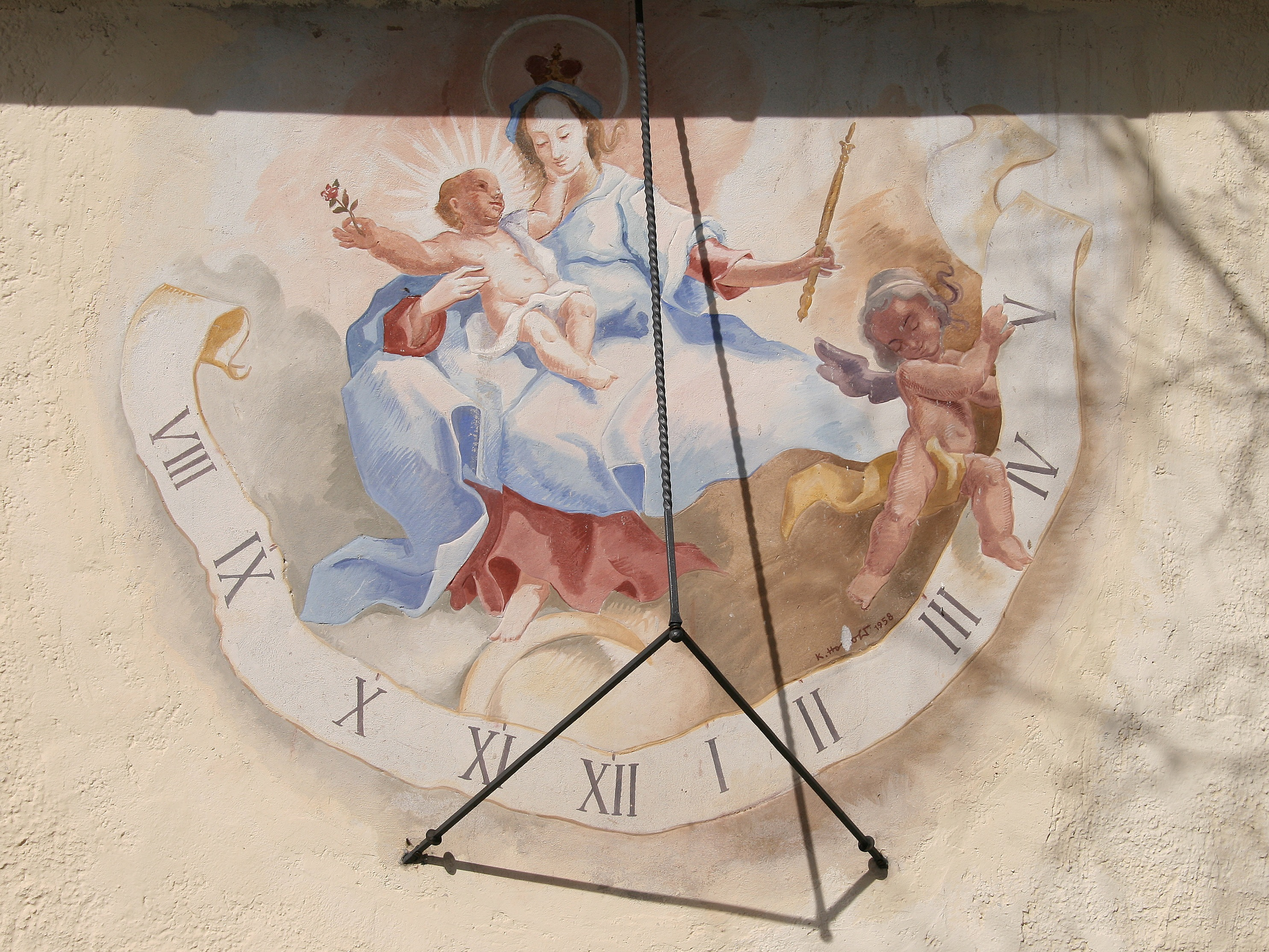
Fresko „Hl. Maria mit Kind“ an der Kuratiekirche St. Maria Magdalena in Gargellen

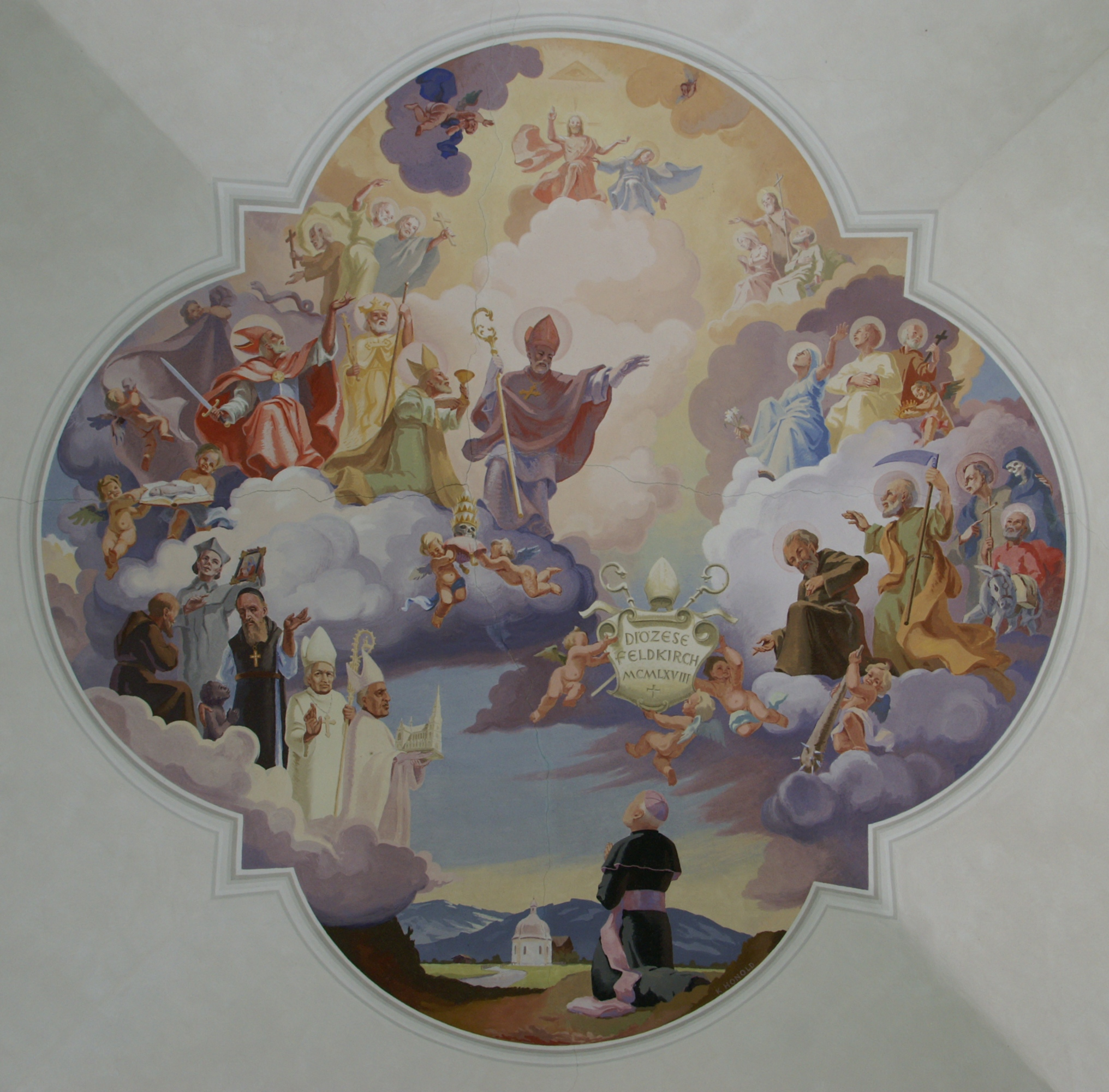
Deckenfresko in der St. Anna-Kapelle, in Lingenau im Bregenzerwald, Vorarlberg

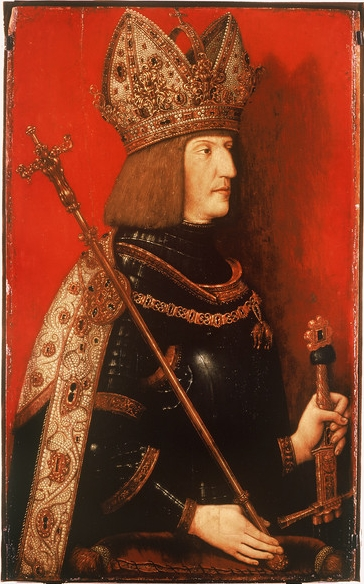
Maximilian I. von Bernhard Strigel

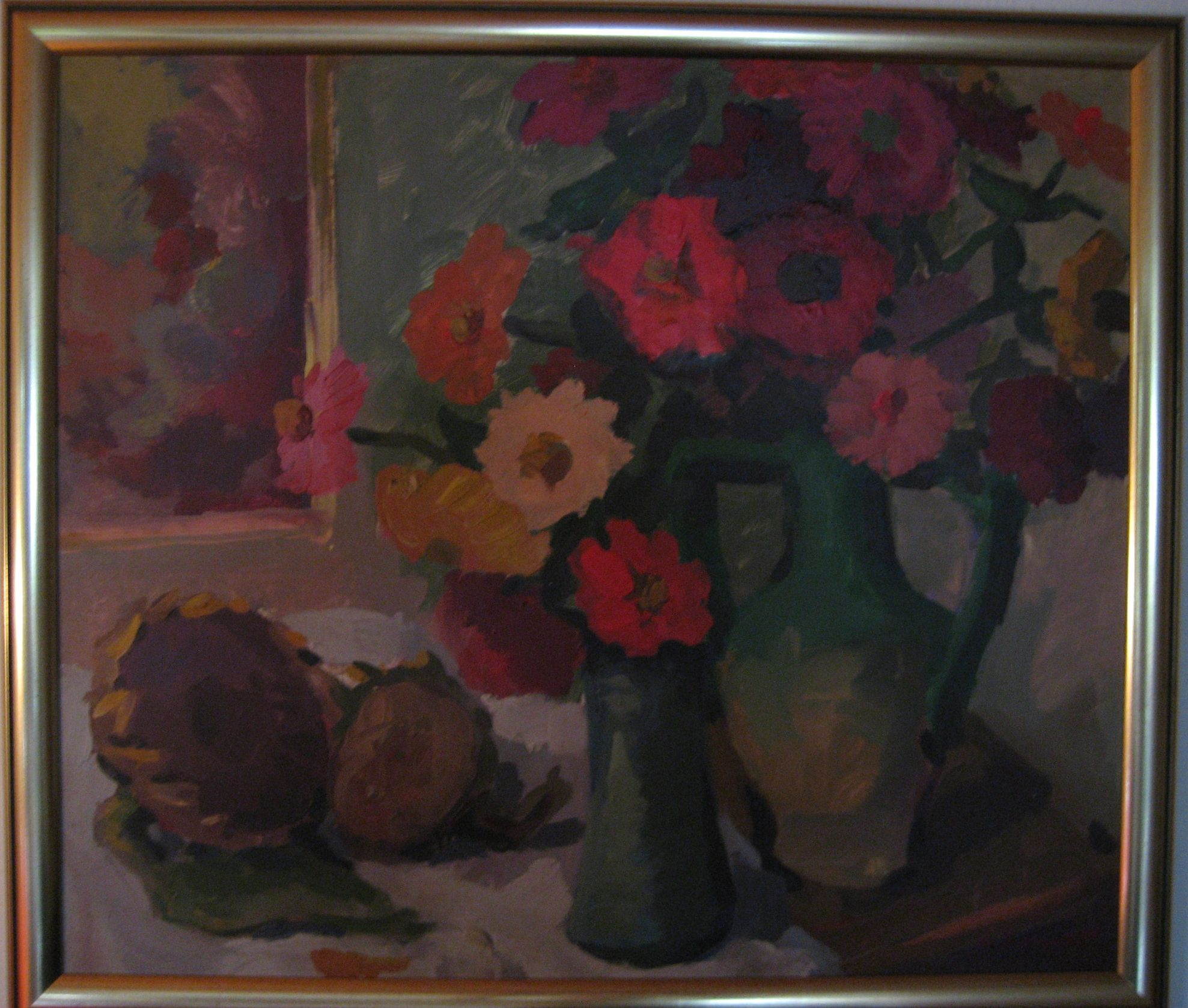
Stillleben

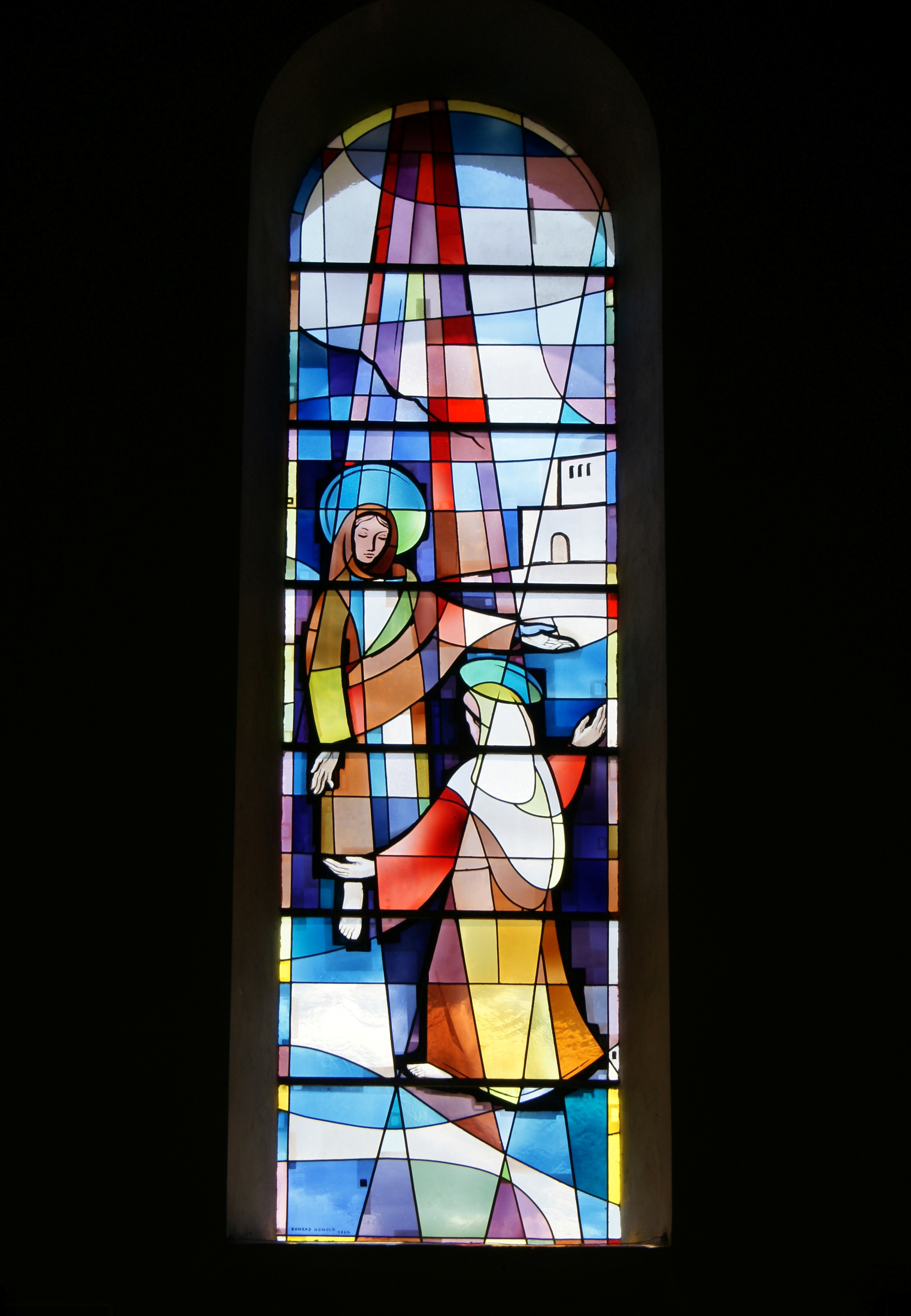
Glasfenster der Tiroler Glasmalereianstalt von Konrad Honold in der Pfarrkirche hl. Johannes d. T. in Lingenau im Bregenzerwald (1964)

Das künstlerische Talent wies ihm schon sehr früh den beruflichen Weg, als er mit 14 Jahren die Lehre in der Malerwerkstätte Waibel in Ravensburg begann. Nach der Malerlehre folgten Ausbildungen an der Malschule von Toni Kirchmayr (1887–1965) in Innsbruck sowie an der Akademie der Bildenden Künste in Berlin.
Das Montafon lernte er 1937 kennen und im Jahre 1945 wurde er nach seiner Heirat mit Huberta Juen in Schruns in Österreich ansässig und dort als Maler und Restaurator tätig. In seinem Atelier auf der Montjola entstanden viele Tafelbilder sowie die Entwürfe für unzählige Wandmalereien in den verschiedensten Techniken – Sgraffito, Fresko, Gipsschnitt, Glas- und Marmorschnittmosaik sowie Beton- und Bleiglasmalerei.
Der dominierende Bereich in Honolds Werk ist die sakrale Kunst. Er verarbeitete religiöse Themenbereiche an Fassadenbildern, nahm sie als Zentralmotiv in seine Kriegerdenkmäler auf und setzte sich mit der christlichen Ikonographie als Restaurator vieler Kirchenräume auseinander. Konrad Honold führte auch die Tradition der Kirchenmaler durch eigenständige Schöpfungen fort. So schuf er beispielsweise das Deckenfresko „Vorarlbergia Sankta“ in der St. Anna-Kapelle in Lingenau (1968) und er gestaltete den Chorbogen in der Wallfahrtskirche Rankweil (1962). Ebenso entwarf er Kreuzwegstationen für verschiedene Kirchen in Vorarlberg und im benachbarten Ausland. Honold erhielt auch überregionale Großaufträge wie in Linz, Bruneck oder Wien (Sofiensäle).
Von 1973 bis 1979 war Konrad Honold Obmann des Heimatschutzvereins Montafon. Seiner Initiative ist es zu verdanken, dass das Heimatmuseum nicht in einem Neubau, sondern an seinem heutigen Platz, in einem alten Montafonerhaus, untergebracht ist.
Konrad Honold verstarb am 23. Juni 2007.

## Auszeichnungen
- 1980 Goldmedaille der Accademia Italia delle Arti e del Lavoro

## Werke

### Restaurierungen
Zu den bedeutendsten Restaurierungen zählen Gemälde von Angelika Kauffmann und das Bildnis „Kaiser Maximilian mit Insignien“ von Bernhard Strigel (Maximilianeum in Innsbruck) sowie Kirchenrestaurierungen in Bludenz, Braz, Dalaas, Gargellen, Gaschurn, Lingenau und Schruns.

### Heraldik
Konrad Honold war Mitglied der Berufsvereinigung Bildender Künstler und machte sich auch einen Namen als Heraldiker. Er gestaltete für die Vorarlberger Landesregierung 45 Wappenurkunden und erhielt den Auftrag, 33 Vorarlberger Gemeindewappen zu gestalten. Darunter sind die Wappen von Langenegg und Sibratsgfäll, sowie folgender Gemeinden:
| Ort                     | Wappen                  | Verliehen | Beschreibung |
| ----------------------- | ----------------------- | --------- | --- |
| Bartholomäberg          |                         | 1969      | Das Wappen ist gedrittelt von Schwarz, Weiß und Rot. - Oben auf Rot ist ein Kapuziner dargestellt. - Die beiden gekreuzten Schlüssel links unten auf Weiß stehen für die Zugehörigkeit zum Montafon. - Die beiden gekreuzten Hämmer rechts unten auf Schwarz erinnern an den Bergbau. |
| Bürserberg              |                         | 1969      | Im blauen Schild unten ein schwarzer Dreiberg und in der Schildmitte ein silberner Steinbockkopf. |
| Doren                   | Doren                   | 1969      | Im silbernen Schild zwei schrägrechte blaue Wellenbalken, darüber eine schwarze Hirschstange. |
| Eichenberg (Vorarlberg) | Eichenberg (Vorarlberg) | 1969      | Es wird in der Urkunde wie folgt beschrieben: „In Schwarz über silbernem Dreiberg ein silberner Eichenzweig mit vier Blättern und drei goldenen Eicheln.“ |
| Frastanz                | Frastanz                | 1969      | Das Symbol des Hifthorns erinnert an eine Sage, die sich anlässlich der blutigen Schlacht von Frastanz im Jahre 1499 abgespielt haben soll: Ein Hirtenknabe auf Amerlügen soll eine auf Umwegen unerwartet herannahende Abteilung der Eidgenossen bemerkt und seine Landsleute mit seinem Horn solange gewarnt haben, bis er tot zu Boden fiel. Die Sonne in Blau bekundet die Zugehörigkeit zur Herrschaft Sonnenberg. |
| Fraxern                 | Fraxern                 | 1969      | Auf silbernem Schild ein hängender Kirschzweig mit zwei waagrechten grünen Blättern und drei roten Kirschen. |
| Gaschurn                | Gaschurn                | 1966      | Ein in Silber und Gold gespaltener Schild mit roter eingebogener Spitze, vorne schwarze gekreuzte Schlüssel, hinten ein schwarzes Wasserrad und in der Spitze eine silberne Hellebarde. |
| Göfis                   | Göfis                   | 1969      | In gespaltenem Schild rechts in goldenem Feld eine grüne entwurzelte Linde, links in rotem Feld ein nimbierter König mit silbernem Gewand und silbernem Mantel, goldener Krone, Zepter und Reichsapfel. |
| Lech (Vorarlberg)       | Lech/Vorarlberg         | 1969      | Ein silberner Wellenbalken spaltet Blau von Rot. Im vorderen blauen Feld eine goldene Sonne, im hinteren roten Feld auf schwarzem Dreiberg eine schwarze Tanne. |
| Ludesch                 | Ludesch                 | 1968      | Im geteilten Schild oben auf silbernem Grund zwei blaue Wolkenbalken und unten auf goldenem Grund ein nach unten verlaufender schwarzer Sparren von einem waagrechten schwarzen Balken gekreuzt. |
| Möggers                 | Möggers                 | 1970      | Auf blauem Schild das Bildnis des hl. Ulrich mit goldenem Mantel, roter Mitra und goldenem Bischofsstab in der rechten und einer roten Bibel mit goldenem Fisch auf der linken Hand. |
| Nenzing                 | Nenzing                 | 1967      | Das Wappen stellt zwei rechtsgewendete, rotbewehrte und rotgezungte golden gekrönte (leopardierte) Löwen dar. Es ist abgeleitet vom Wappen des Rittergeschlechts der Herren von Ramschwag. |
| St. Gallenkirch         |                         | 1966      | Ein in Göppelschnitt geteilter Schild, vorne in Gold eine rot bekleidete Mönchsgestalt (Hl. Gallus) mit einem silbernen Wanderstab in der linken und einem silbernen Brot in der rechten Hand, vor einem kleinen silbernen Bären, hinten in Grün eine silberne schwarzbedeckte Kirche und unten in schwarz zwei gekreuzte silberne Schlüssel. |
| St. Gerold              |                         | 1971      | Das Wappen verweist auf die Besiedlungsgeschichte der Gemeinde. Es ist gespalten von Weiß über Blau. Links auf Weiß sehen wir den Einsiedler Gerold. Rechts auf Blau steht ein nach links blickender Steinbock. - Der erste Siedler war um die Jahrtausendwende der Einsiedler Gerold. Über seinem Grab entstand ein Kloster, in dessen Umgebung sich bald Rätoromanen ansiedelten. Die Person Gerold auf der linken Wappenhälfte verkörpert diese Epoche. - Der Steinbock auf der rechten Wappenhälfte ist das Symbol der Walser. |
| Sonntag (Vorarlberg)    |                         | 1967      | In einem blauen Schild auf einem silbernen, rotgezäumten nach links sprengenden Ross ein Reiter in silbernem Gewand, goldener Rüstung und goldener Gloriole, der in der rechten Hand ein silbernes Schwert und vor der Brust einen schwarzen Schild, belegt mit einem nach rechts aufsteigenden silbernen Steinbock hält. |
| Sulz                    |                         | 1968      | In Grün auf silbernem Stuhl sitzend, ein silbern gekleideter mit Stirnreif gekrönter Graf, in der Rechten einen Stab, die Linke auf dem Oberschenkel aufgestützt. |
| Übersaxen               |                         | 1969      | In rot über einem silbernen Dreispitzberg eine goldene Strahlensonne. |

### Auswahl von Werken an öffentlichen Gebäuden

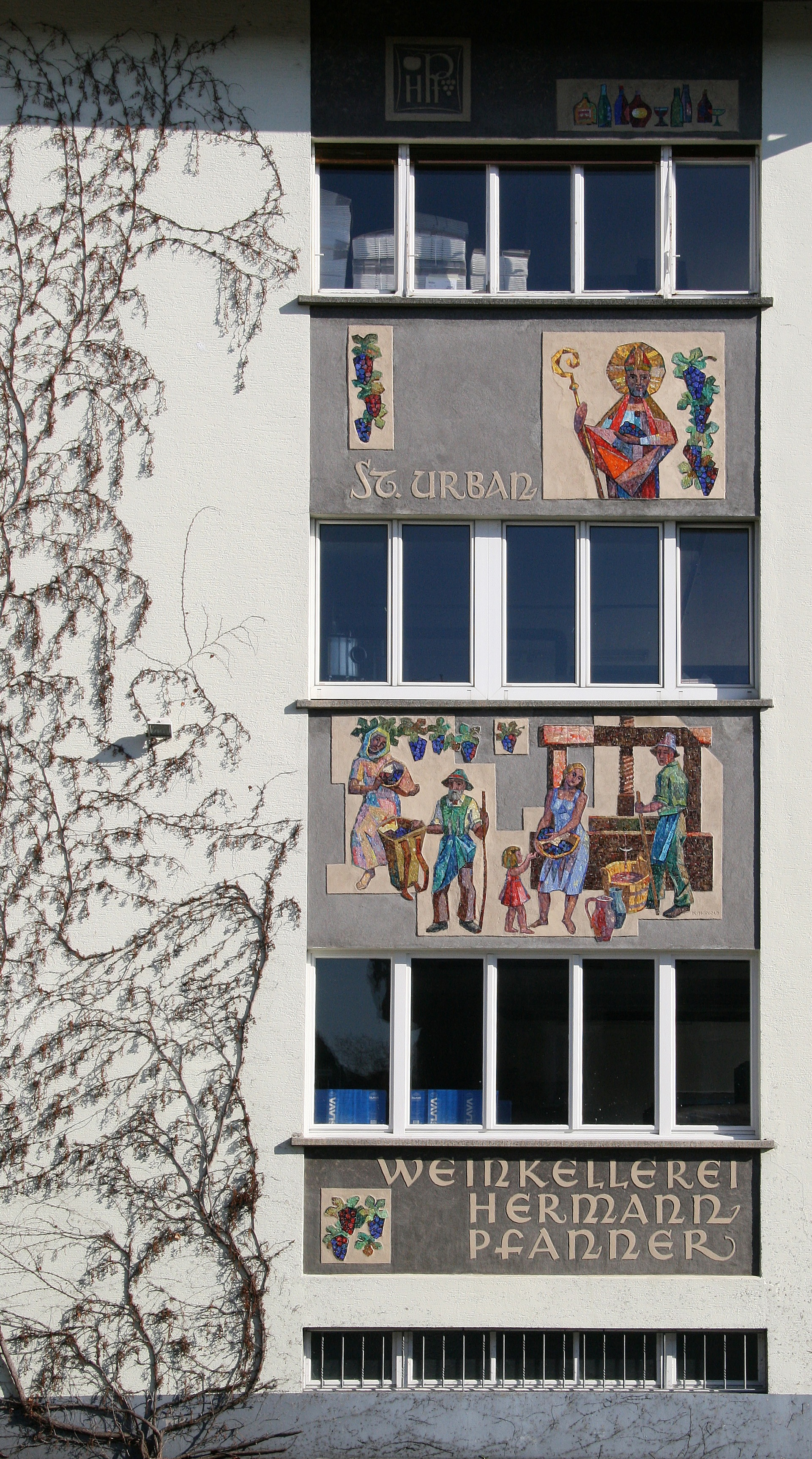
Weinkellerei Hermann Pfanner, Lauterach

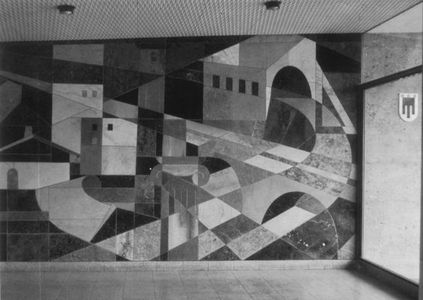
Landesstraßenbauamt Feldkirch: Hoch- und Straßenbau (Marmor-Schnittmosaik, 1965)

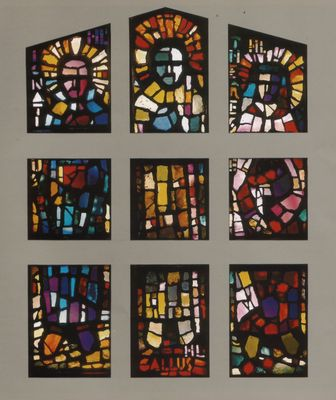
Hl. Ignatius, Hl. Gallus, Hl. Therese. Pfarrkirche Muntlix (Betonglasfenster, 1960)

- Gemeindesaal, Bartholomäberg (Sgraffiti)
- Herrengasse 11, Bludenz (barockisierendes Fresko „Hl. Maria mit Kind“)
- Rathausgasse 8, Bludenz (Ausmalung Flur mit „Themen zur Stadtgeschichte“, nach 1950)
- Jahnstraße 13/15, Bregenz (Sgraffiti)
- Marianum, Bregenz
- Landesstraßenbauamt Feldkirch (Marmorschnittmosaik „Hoch- und Straßenbau“, 1965)
- Widnau 12, Feldkirch (Natursteinmosaik)
- Volksschule, Gargellen (Fresko „Schulkind mit Blumen“, 1952)
- Gemeindeamt, Gaschurn (Sgraffito „Arbeitende Menschen“, 1954)
- Volksschule, Gaschurn (Sgraffito „Familie“, 1954)
- Gasthof „Alte Post“, Klösterle (Fresko „Hl. Christophorus“, 1959)
- Weinkellerei Hermann Pfanner, Lauterach
- Semperithaus, Linz
- Postamt, Lustenau
- Volksschule, Gortipohl (Fresko „Schutzmantelmadonna“, 1950)
- Gemeindesaal, Stallehr (Fassadengemälde „Ritter von Rudberg“, „Ruine Diebschlößle“ und „Bergknappen“, 1964)
- Sofiensäle, Wien (nach dem Brand 2001 nicht mehr existent)

### Auswahl von sakralen Werken
- Kirche hl. Laurentius, Bludenz
- Friedhof, Gaschurn (Fresko „Christus mit toten Soldaten“, 1951)
- Kuratiekirche St. Maria Magdalena, Gargellen (Fresko Hl. Maria mit Kind, 1958)
- Pfarrkirche hl. Fidelis, Muntlix (Betonglasfenster, 1960)
- Wallfahrtskirche, Rankweil (Chorbogen, 1962)
- Pfarrkirche St. Gallus in Gattnau (bei Kressbronn) (Bleiglasfenster und Kreuzweg, 1963)
- Kapelle „Unsere Liebe Frau vom Rosenkranz“, Schlins/Jupident (Betonglasfenster und div. Wandbilder, 1963)
- Pfarrkirche Lingenau (Glasmalerei, 1963)
- Pfarrkirche zum Heiligen Jodok, Schruns (Glasmosaik „Hl. Georg“, 1965)
- Kapelle hl. Anna auf dem Felde in Lingenau mit dem Deckenfresko „Vorarlbergia Sankta“ (1968) und Chorglasfenster
- Pfarrkirche Klaus (Evangelistensymbole in Kerbschnitt an der Brüstung der Empore; Tabernakel und Osterleuchter mit Mosaik, 1971)
- Aufbewahrungshalle am Friedhof, St. Gallenkirch (Betonglasfenster und Mosaik „Auferstandener“, 1972)

## Ausstellungen
- Ravensburg: Konrad Honold – Sepp Brauchle Malerei im Alten Theater, 14. November bis 28. November 1965
- Künstlerhaus Bregenz, Palais Thurn und Taxis, 18. Mai bis 10. Juni 1979
- Vandans: Ad Fontanas Galleria, 8. September bis 1. Dezember 2006
- Weingarten: Stadtmuseum im Schlössle, Ein Überblick über Leben und Schaffen des Künstlers, 26. September bis 31. Oktober 2010
- Montafoner Heimatmuseum Schruns: Sonderausstellung zum 100. Geburtstag des Künstlers, 16. Dezember 2018 bis 19. April 2019[3]

## Galerie

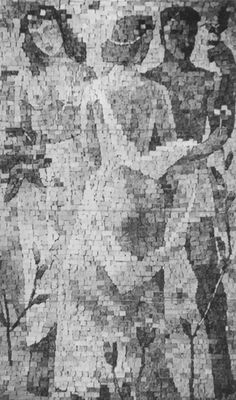
Jugend (Würfelmosaik in waagrechter Reihung, 1956)
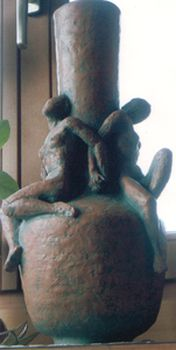
Vase (Ton, 1962)
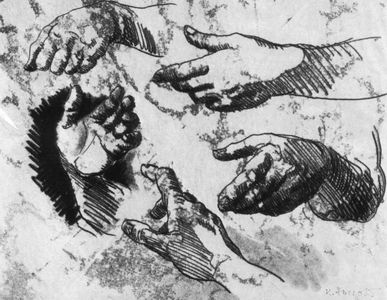
Hände (Monotypie, 1970)

## Publikationen
- mit Verein für Heimatschutz und Heimatpflege in Tirol (Hrsg.): Ein unbekanntes Bildnis Kaiser Maximilians I. von Bernhard Strigel. Tiroler Heimatblätter. 42. Jahrgang 1967. Heft 4–6.
- mit Natalie Beer: Walthers Weihnachtslied. Novelle. Von Konrad Honold geschrieben und illustriert. Druck Sedlmayr, 1983.
- mit Vorarlberger Verlagsanstalt (Hrsg.): Vierteljahresschrift für Geschichte und Gegenwart Vorarlbergs. Montfort. 42. Jahrgang 1990. Heft 2/3.
- Kapelle Maria Schnee – Gaschurn/Montafon. Kunstführer Nr. 1882. Verlag Schnell und Steiner.
- Gaschurn/Montafon. ISBN 978-3-7954-5600-9.